# منطقة ناغبور
ناجبور رمزها «NG» (بالإنجليزية: Nagpur) ، هو تقسيم إداري لدولة الهند تتبع ولاية ماهاراشترا (بالإنجليزية: Maharashtra) ، مركزها هو مدينة ناجبور (بالإنجليزية: Nagpur) عدد سكانها حسب تعداد سنة 2001 هو 4,051,444 ، مساحتها 9,892 كم² وكثافة السكان 410 لكل كم² .

## المناخ
يظهر الجدول التالي التغييرات المناخية على مدار السنة لمنطقة ناجبور:
| البيانات المناخية لـمنطقة ناجبور  | البيانات المناخية لـمنطقة ناجبور | البيانات المناخية لـمنطقة ناجبور | البيانات المناخية لـمنطقة ناجبور | البيانات المناخية لـمنطقة ناجبور | البيانات المناخية لـمنطقة ناجبور | البيانات المناخية لـمنطقة ناجبور | البيانات المناخية لـمنطقة ناجبور | البيانات المناخية لـمنطقة ناجبور | البيانات المناخية لـمنطقة ناجبور | البيانات المناخية لـمنطقة ناجبور | البيانات المناخية لـمنطقة ناجبور | البيانات المناخية لـمنطقة ناجبور | البيانات المناخية لـمنطقة ناجبور |
| الشهر                             | يناير                            | فبراير                           | مارس                             | أبريل                            | مايو                             | يونيو                            | يوليو                            | أغسطس                            | سبتمبر                           | أكتوبر                           | نوفمبر                           | ديسمبر                           | المعدل السنوي                    |
| --------------------------------- | -------------------------------- | -------------------------------- | -------------------------------- | -------------------------------- | -------------------------------- | -------------------------------- | -------------------------------- | -------------------------------- | -------------------------------- | -------------------------------- | -------------------------------- | -------------------------------- | -------------------------------- |
| الدرجة القصوى °م (°ف)             | 33 (91)                          | 37 (99)                          | 41 (106)                         | 47 (117)                         | 49 (120)                         | 45 (113)                         | 38 (100)                         | 40 (104)                         | 39 (102)                         | 37 (99)                          | 35 (95)                          | 32 (90)                          | 49 (120)                         |
| متوسط درجة الحرارة الكبرى °م (°ف) | 28.6 (83.5)                      | 32.1 (89.8)                      | 36.3 (97.3)                      | 40.2 (104.4)                     | 42.6 (108.7)                     | 37.8 (100.0)                     | 31.5 (88.7)                      | 30.4 (86.7)                      | 31.8 (89.2)                      | 32.6 (90.7)                      | 30.4 (86.7)                      | 28.2 (82.8)                      | 33.5 (92.3)                      |
| متوسط درجة الحرارة الصغرى °م (°ف) | 12.4 (54.3)                      | 15.0 (59.0)                      | 19.0 (66.2)                      | 23.9 (75.0)                      | 27.9 (82.2)                      | 26.3 (79.3)                      | 24.1 (75.4)                      | 23.6 (74.5)                      | 22.9 (73.2)                      | 19.8 (67.6)                      | 14.9 (58.8)                      | 12.1 (53.8)                      | 20.2 (68.4)                      |
| أدنى درجة حرارة °م (°ف)           | 7 (45)                           | 8 (46)                           | 12 (54)                          | 17 (63)                          | 18 (64)                          | 20 (68)                          | 20 (68)                          | 20 (68)                          | 19 (66)                          | 11 (52)                          | 5 (41)                           | 3.5 (38.3)                       | 3.5 (38.3)                       |
| الهطول مم (إنش)                   | 10.2 (0.40)                      | 12.3 (0.48)                      | 17.8 (0.70)                      | 13.2 (0.52)                      | 16.3 (0.64)                      | 172.2 (6.78)                     | 304.3 (11.98)                    | 291.6 (11.48)                    | 194.4 (7.65)                     | 51.4 (2.02)                      | 11.8 (0.46)                      | 17.2 (0.68)                      | 1٬112٫7 (43.81)                  |
| المصدر:                           |                                  |                                  |                                  |                                  |                                  |                                  |                                  |                                  |                                  |                                  |                                  |                                  |                                  |